# Fritz Jonas
Pour les articles homonymes, voir Jonas (homonymie).
Fritz Jonas (né le 24 juin 1845 à Berlin et mort le 21 juillet 1920 dans la même ville) est un professeur de lycée et historien de la littérature allemand.
Il s'intéresse particulièrement à la littérature allemande, notamment à Friedrich Schiller. De 1892 à 1896, il publie les lettres de Schiller dans une édition critique complète en sept volumes. Il est également cofondateur de la Société de littérature allemande et des Archives littéraires de Berlin ainsi que du Société Schiller de Marbach.

## Biographie
Fritz Jonas est le plus jeune fils du théologien et étudiant de Schleiermacher Ludwig Jonas (de) et de son épouse Elisabeth, née comtesse von Schwerin-Putzar et frère du banquier Paul Jonas (de). Il étudie au lycée franciscain à Berlin de 1854 à 1863 et le lycée royal Guillaume de 1863 jusqu'à ce qu'il obtienne son diplôme d'études secondaires en 1866. Il étudie ensuite la littérature à Zurich dès son premier semestre. Sur les conseils avisés de son tuteur et beau-frère, le banquier Adelbert Delbrück (de), et de l'historien Theodor Mommsen, ami de Delbrück, il change de domaine d'études et étudie la philologie classique à Berlin dès le deuxième semestre. Après avoir obtenu son doctorat en novembre 1870 - avec une thèse sur le philosophe Sénèque - il termine ses études de philologie classique par l'examen d'État un an plus tard.
Grâce à l'intervention de Theodor Mommsen, après avoir obtenu son diplôme, Fritz Jonas travaille comme tuteur du prince héréditaire Frédéric de Waldeck-Pyrmont et de ses quatre sœurs aînées à Arolsen jusqu'en 1875.
Il travaille ensuite comme professeur au lycée franciscain de Berlin jusqu'en 1882. En 1882, à la suite de sa candidature, il est élu par le magistrat conseiller scolaire de Berlin. Il accomplit cette tâche jusqu'en 1912.
En 1878, Fritz Jonas se marie avec Anna Franz, la seconde fille aînée du professeur principal du lycée franciscain, le professeur Rudolph Franz. Le mariage donne naissance à quatre enfants, dont la peintre berlinoise Ilse Jonas. Le germaniste Fritz Behrend (de) est son gendre.

## Publications
Les publications les plus importantes de Fritz Jonas sont :
- „Schillers Briefe“. Diese von Fritz Jonas herausgegebene kritische Gesamtausgabe in 7 Bänden ist in der Deutschen Verlagsanstalt 1892–1896 erschienen.
- „Schillers Seelenadel“. Veröffentlichung von Fritz Jonas im Verlag Ernst Siegfried Mittler und Sohn, Berlin, 1904.
- „Christian Gottfried Körner und sein Haus“, von Fritz Jonas in der Weidmannschen Buchhandlung, Berlin, 1892 herausgegeben.
- „200 Jahre Preußischer Geschichte“ von Fritz Jonas, veröffentlicht 1900 bei A. Hofmann & Comp., Berlin.
- „Zum achtzigsten Geburtstage Theodor Mommsen’s“, eine Würdigung von Fritz Jonas, gedruckt in der „Deutschen Rundschau“, Heft 3, Dez. 1897.
- „Erinnerungen an Theodor Mommsen zu seinem hundertjährigen Geburtstage“ von Fritz Jonas, 1917, Druck von Trowitzsch & Sohn, Berlin.